# Quận Marshall, Minnesota
Quận Marshall là một quận thuộc tiểu bang Minnesota, Hoa Kỳ.
Quận này được đặt tên theo William Rainey Marshall, thống đốc Minnesota. Theo điều tra dân số của Cục điều tra dân số Hoa Kỳ năm 2000, quận có dân số 10.155 người. Quận lỵ đóng ở Warren6.

## Địa lý
Theo Cục điều tra dân số Hoa Kỳ, quận có diện tích 1813 km2, trong đó có 105 km2 là diện tích mặt nước.

### Các xa lộ chính
| - U.S. Highway 59 - U.S. Highway 75 - Minnesota State Highway 1 - Minnesota State Highway 32 | - Minnesota State Highway 89 - Minnesota State Highway 219 - Minnesota State Highway 220 - Minnesota State Highway 317 |